# Bonney Lake
Bonney Lake ist eine Stadt im Pierce County im US-Bundesstaat Washington mit 22.487 Einwohnern (Stand: Volkszählung 2020). 

## Geografie

### Geografische Lage
Bonney Lake liegt am südlichen Ende von Lake Tapps im Pierce County im US-Bundesstaat Washington. Die Gesamtfläche der Stadt beträgt ca. 20,75 km², nur ca. 0,18 km² sind Gewässer.

## Politik

### Bürgermeister
Michael McCullough ist zurzeit der Bürgermeister von Bonney Lake.

## Wirtschaft und Infrastruktur

### Bildung
Die fünf Elementary, zwei Middle und eine Highschool in Bonney Lake werden durch den Sumner School District versorgt.

## Söhne und Töchter der Stadt
- Dylan Gambrell (* 1996), Eishockeyspieler